# Chợ Mới (thị trấn in An Giang)
Chợ Mới is een thị trấn in het district Chợ Mới in de Vietnamese provincie An Giang, een van de provincies in de Mekong-delta. Het is tevens de hoofdstad van het district. Chợ Mới ligt aan de oever van de Hậu.